# یلوه پهلوزنگاری
یلوه پهلوزنگاری (نام علمی: Laterallus levraudi) نام یک گونه از سرده یلوه‌های کوچک است.